# Synagoga w Białowieży
Synagoga w Białowieży – synagoga, która znajdowała się w Białowieży przy ulicy Stoczek 61. 
Od końca XIX wieku Żydzi osiedlali się w Białowieży ze względu na rozwijający się tu przemysł drzewny. Żydzi mieszkali przeważnie przy ul. Stoczek i przy tej ulicy wzniesiono synagogę około 1910 roku. Budynek został zbudowany z drewna. 
Synagoga stała się centrum życia lokalnej społeczności żydowskiej. Nie ma pewności jaką grupę religijną Żydów reprezentowali, są jedynie przesłanki, że mogli być mitnagdami czyli ortodoksyjnymi Żydami pozostającymi w opozycji do chasydyzmu, kładącymi nacisk na studiowanie Tory i Talmudu. 
9 sierpnia 1941 roku Niemcy wysiedlili Żydów do getta w Prużanie, a synagogę przekształcono w skład paszy dla zwierząt. Po wojnie nie została przywrócona do funkcji religijnych. Budynek przez pewien okres czasu nie był wykorzystywany. 10 stycznia 1950 roku Spółdzielnia Produkcyjna w Czyżach zwróciła się do gminy żydowskiej w Białymstoku z prośbą o przekazanie synagogi białowieskiej na cele swojej spółdzielni. Synagogę przekazano jednak lokalnej gminnej spółdzielni „Samopomoc Chłopska” jako magazyn. Po roku 1960 została zburzona, zachowały się jedynie fragmenty fundamentów. 